# کاونتری ۳۰۰۹
سیارک ۳۰۰۹ (به انگلیسی: 3009 Coventry، نامگذاری:1973SM2) سه هزار و نهمین سیارک کشف شده‌است که در ۲۲ سپتامبر ۱۹۷۳ کشف شد.
قدر مطلق سیارک برابر ۱۴٫۱۰ است.